# Natriumsuperoxide
Natriumsuperoxide (NaO2) is het superoxide van natrium. De stof komt voor als een geel, corrosief kristallijn poeder.

## Vorming
Natriumsuperoxide kan op natuurlijke wijze ontstaan door de verbranding van natriumperoxide bij hoge druk en temperatuur (bijvoorbeeld bij het binnenkomen van meteorieten in de atmosfeer):
{\displaystyle \mathrm {Na_{2}O_{2}\ +\ O_{2}\ \longrightarrow \ 2\ NaO_{2}} }
Het kan ook worden gevormd door eenvoudigweg natriumpoeder te verbranden in ammoniak:
{\displaystyle \mathrm {Na\ +\ O_{2}\ \longrightarrow \ NaO_{2}} }